# Oslo Marathon
Glitnir Oslo Marathon är ett årligt maraton som äger rum någon gång i slutet av september eller början av oktober i Oslo i Norge. Det finns fyra distanser: maraton, halvmaraton, 10 kilometer och 3 kilometer.
Banan går längs med Oslofjorden och är ganska platt. Maratonloppet är samma runda som halvmaratonet, men man springer den två gånger.

## Historia
Det första Oslo Marathon ägde rum 1994. Efter några år upphörde det, men kom tillbaka 2004.

## Resultat

### Maraton
| Datum | Vinnare, män          | Land     | Tid     | Vinnare, kvinnor         | Land     | Tid     |
| ----- | --------------------- | -------- | ------- | ------------------------ | -------- | ------- |
| 2004  | Carlos de Brito       | Norge    | 2:27.05 | Gry-Christine Wilhelmsen | Norge    | 2:51.53 |
| 2005  | Jan Helgeson          | Norge    | 2:26.09 | Sofie Spiten             | Norge    | 2:54.08 |
| 2006  | Henrik Sandstad       | Norge    | 2:24.00 | Margrethe Løgavlen       | Norge    | 2:56.01 |
| 2007  | Ronny Hognestad       | Norge    | 2:35.04 | Margaretha Baumann       | Norge    | 2:52.26 |
| 2008  | Martin Kjäll-Ohlsson  | Norge    | 2:26.15 | Sharon Broadwell         | Norge    | 2:57.03 |
| 2009  | John Henry Strupstad  | Norge    | 2:32.29 | Margaretha Baumann       | Norge    | 2:49.49 |
| 2010  | Andreas Høye          | Norge    | 2:29.21 | Fride Buer-Vullum        | Norge    | 2:45.34 |
| 2011  | Andreas Myhre         | Norge    | 2:27.28 | Marthe Myhre             | Norge    | 2:52.30 |
| 2012  | Øystein Sylta         | Norge    | 2:25.42 | Marthe Myhre             | Norge    | 2:44.43 |
| 2013  | Andreas Myhre         | Norge    | 2:24.50 | Marianne Johansen        | Norge    | 2:47.57 |
| 2014  | Taye Tirfea           | Etiopien | 2:21.36 | Laila Mehus              | Norge    | 2:54.27 |
| 2015  | Taye Tirfea           | Etiopien | 2:20.49 | Hilde Aders              | Norge    | 2:52.35 |
| 2016  | Marius Vedvik         | Norge    | 2:21.53 | Marthe Myhre             | Norge    | 2:43.34 |
| 2017  | Yuki Kawauchi         | Japan    | 2:15.58 | Hilde Aders              | Norge    | 2:54.31 |
| 2018  | Ebrahim Abdulaziz     | Norge    | 2:19.27 | Marthe Myhre             | Norge    | 2:46.48 |
| 2019  | Thomas Asgautsen      | Norge    | 2:26.54 | Marfa Troeva             | Ryssland | 2:54.12 |
| 2022  | Ebrahim Abdulaziz     | Norge    | 2:20.47 | Annie Bersagel           | USA      | 2:43.26 |
| 2023  | Tage Morken Augustson | Norge    | 2:25.44 | Kristin Waaktaar Opland  | Norge    | 2:44.20 |